# Гинзбург, Абрам Маркович
Абра́м Мо́рдухович (Ма́ркович) Ги́нзбург (4 июля 1911 — 2000) — руководитель работ в области создания систем управления ракетных и ракетно-космических комплексов, лауреат Ленинской премии.

## Биография
Родился 4 июля 1911 года.
Окончил Ленинградский электротехнический институт. В 1945—1946 гг. — в составе комиссии в командировке в Германии для отбора немецкой трофейной ракетной техники. Участник лётных испытаний ракет Фау-2.
В 1946—1947 годы — зам. начальника отделения (инженер по бортовой сети) НИИ-885 (НИИ автоматики и приборостроения) Министерства промышленности средств связи. В 1947—1951 гг. там же — начальник комплексной лаборатории.
В 1951—1959 годы — начальник СКБ-897 при харьковском заводе «Коммунар» (завод № 897), главный конструктор системы управления Р-12 (8К63).
С 1959 года — зам. главного конструктора ОКБ-692, руководитель комплекса автономных систем.
В 1964 году вернулся на завод «Коммунар», до 1973 г. — заместитель главного конструктора СКБ «Полисвит». Под его руководством разработаны устройства стабилизации, наземного пускового и проверочного оборудования ракетных комплексов КБ «Южное».
После выхода на пенсию переехал из Харькова в Ленинград, занимался краеведением. Соавтор справочника:
- Архитекторы — строители Санкт-Петербурга середины XIX — начала XX века: Справ. / Под общ. ред. Б. М. Кирикова. СПб., 1996. 396 с.

Умер в 2000 году.

## Звания и награды
Лауреат Ленинской премии. Награждён орденами и медалями.